# Канале ди Верде
Канале ди Верде (фр. Canale-di-Verde) насеље је и општина у Француској у региону Корзика, у департману Горња Корзика која припада префектури Кор.
По подацима из 2011. године у општини је живело 358 становника, а густина насељености је износила 24,5 становника/km². Општина се простире на површини од 14,61 km². Налази се на средњој надморској висини од 460 метара (максималној 1.093 m, а минималној 0 m).

## Демографија
| 1962. | 1968. | 1975. | 1982. | 1990. | 1999. | 2011. |
| ----- | ----- | ----- | ----- | ----- | ----- | ----- |
| 215   | 215   | 330   | 356   | 275   | 335   | 358   |

График промене броја становника у току последњих година